# Lucio Egio Márulo
Lucio Egio Márulo (en latín Lucius Eggius Marullus) fue un senador romano que desarrolló su cursus honorum entre el último cuarto del siglo I y el primer cuarto del siglo II, bajo los imperios de Domiciano, Nerva, Trajano y, tal vez Adriano.

## Origen
De familia originaria del municipium Canusium (Canosa di Puglia, Italia) en Apulia, era descendiente, posiblemente nieto, de Gayo Egio Márulo, curator riparum et alvei Tiberis en época de Claudio I

## Carrera política
Egio fue designado consul suffectus en 111, bajo Trajano, desempeñando este honor entre mayo y agosto.
Su nieto fue Lucio Cosonio Egio Márulo, consul ordinarius en 184, bajo Cómodo, y proconsul de Africa bajo Septimio Severo.